# Théarubigine
Les théarubigines forment une famille de polymères organiques de nature phénolique et polyphénolique qui se forment lors du brunissement enzymatique par condensation d'épigallocatéchine et de gallate d'épigallocatéchine sous l'action de tyrosinases au cours de la fermentation du thé noir. Les théarubigines sont de couleur rouge et donnent leur couleur aux thés qui sont produits de cette façon, contrairement aux thés blancs et aux thés verts dont l'apparence est sensiblement plus claire. La couleur rouge des thés noirs résulte également d'autres composés, tels que les théaflavines, une autre forme oxydée de polyphénols.

Épigallocatéchine
Gallate d'épigallocatéchine